# Gerda Paumgarten
Hrabina Gerda Paumgarten-Hohenschwangau (ur. 4 lutego 1907 w Grazu, zm. 1 stycznia 2000 w Wiedniu) – austriacka narciarka alpejska, 4-krotna medalistka mistrzostw świata.
Wzięła udział w mistrzostwach świata w Cortinie d’Ampezzo w 1932 roku, które były drugą edycją tej imprezy. Zajęła tam siódme miejsce w zjeździe, jedenaste w slalomie i dziewiąte w kombinacji. Na rozgrywanych rok później mistrzostwach świata w Innsbrucku wywalczyła brązowy medal w zjeździe. W zawodach tych wyprzedziły ją jedynie jej rodaczka – Inge Wersin-Lantschner i Nini Zogg ze Szwajcarii. Dwa dni później zajęła szóste miejsce w slalomie, co dało jej srebrny medal w kombinacji. Na podium rozdzieliła Lantschner i Jeanette Kessler z Wielkiej Brytanii. Trzy lata później wystąpiła na kolejnych mistrzostwach świata w Innsbrucku. Tym razem w zjeździe była piąta, za to w slalomie zdobyła złoty medal, wyprzedzając Brytyjkę Evelyn Pinching i kolejną Austriaczkę, Margarethe Weikert. W efekcie zajęła też trzecie miejsce w kombinacji, za Evelyn Pinching oraz Elvirą Osirnig ze Szwajcarii.
Nie mogła wziąć udziału w igrzyskach olimpijskich w Garmisch-Partenkirchen w 1936 roku ponieważ pracowała jako instruktor narciarstwa, a wystartować mogli tylko zawodnicy o statusie amatorskim.
Jej starszy brat, Harald, także był narciarzem.

## Osiągnięcia

### Mistrzostwa świata
| Miejsce | Dzień     | Rok  | Miejscowość       | Konkurencja | Wynik       | Strata      | Zwyciężczyni           |
| ------- | --------- | ---- | ----------------- | ----------- | ----------- | ----------- | ---------------------- |
| 7.      | 4 lutego  | 1932 | Cortina d’Ampezzo | Zjazd       | 7:13,8      | +47,8       | Paula Wiesinger        |
| 11.     | 5 lutego  | 1932 | Cortina d’Ampezzo | Slalom      | 2:02,9      | +31,4       | Rösli Streiff          |
| 9.      | 5 lutego  | 1932 | Cortina d’Ampezzo | Kombinacja  | 94,588 pkt  | -9,74, pkt  | Rösli Streiff          |
| 3.      | 8 lutego  | 1933 | Innsbruck         | Zjazd       | 6:49,4      | +46,8       | Inge Wersin-Lantschner |
| 6.      | 10 lutego | 1933 | Innsbruck         | Slalom      | 2:10,4      | +17,4       | Inge Wersin-Lantschner |
| 2.      | 10 lutego | 1933 | Innsbruck         | Kombinacja  | 100,000 pkt | -11,035 pkt | Inge Wersin-Lantschner |
| 5.      | 21 lutego | 1936 | Innsbruck         | Zjazd       | 4:45,0      | +21,8       | Evelyn Pinching        |
| 1.      | 24 lutego | 1936 | Innsbruck         | Slalom      | 2:17,1      | -           | -                      |
| 3.      | 24 lutego | 1936 | Innsbruck         | Kombinacja  | 465,6 pkt   | +19,4 pkt   | Evelyn Pinching        |